# جنوبگان خاوری

جنوبگان خاوریدر سمت راست.

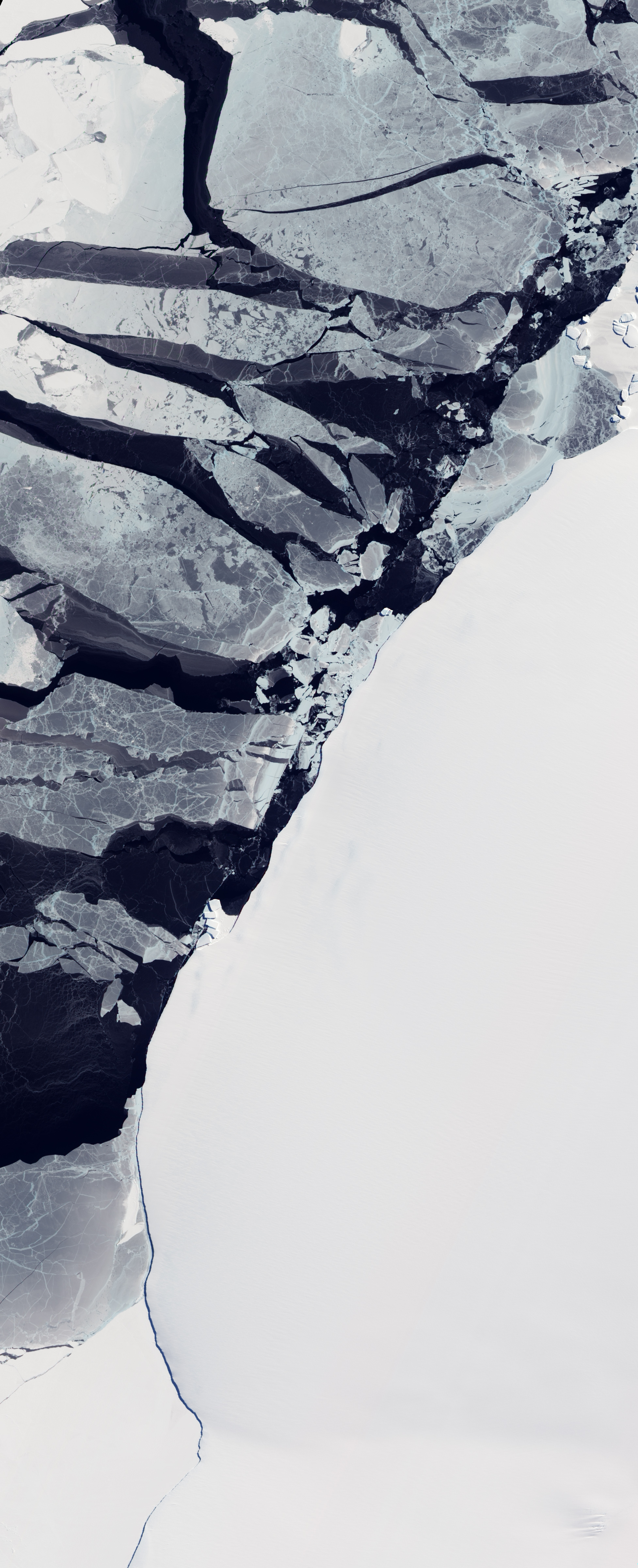
تصویری از انواع مختلف یخ در سواحلِ جنوبگان خاوری.

جنوبگان خاوری که قطب جنوب بزرگ نیز نامیده می‌شود، به منزلهٔ اکثریتِ (دو سوم) قاره جنوبگان است. این بخش سردترین، متروک‌ترین و منزوی‌ترین جای بر روی زمین است و شامل چندین کوهِ بلند با بادهای پرسرعت است.

## گیاهان و جانوران
بخشِ کمی از جنوبگان خاوری با یخ پوشیده نیست. در مناطق کوچکی از (واحه‌های قطب جنوب)، از جمله دره‌های مک موردو، منطقه‌ای با تنوع زیستی کم با دشت‌های تندرا و پوشیده شده با گلسنگ نواحی قطبی می‌باشد که با نام بیابان مادلندیا (Maudlandia) شناخته می‌شوند.
سواحلِ آن خانهٔ پرندگان دریایی، پنگوئن از جمله پنگوئن امپراتور و سیل‌هایی است که در اقیانوس‌های اطراف در هوای سرد و تاریک و زمستانیِ قطب جنوب تغذیه و تولید مثل می‌کنند.
هیچ حیوان بزرگی در آنجا به‌طور دائمی توانِ زندگی ندارد، اما باکتری‌ها، نماتدها، کنه، و ریز اندامگانی در خزه و گلسنگها زندگی می‌کنند.